# Guélor Kanga
Guelor Kanga Kaku (Oyem, 1 de septiembre de 1990) es un futbolista gabonés. Juega como centrocampista y milita en el Esenler Erokspor de la TFF Primera División.

## Selección nacional
Ha sido internacional con la selección de Gabón en 78 ocasiones, anotando cinco goles.

## Clubes
| Club                      | País            | Año       |
| ------------------------- | --------------- | --------- |
| A. S. Mangasport          | Gabón           | 2007-2010 |
| Missile F. C.             | Gabón           | 2010-2012 |
| C. F. Mounana             | Gabón           | 2012-2013 |
| F. C. Rostov              | Rusia           | 2013-2016 |
| Estrella Roja de Belgrado | Serbia          | 2016-2018 |
| A. C. Sparta Praga        | República Checa | 2018-2020 |
| Estrella Roja de Belgrado | Serbia          | 2020-2025 |
| Esenler Erokspor          | Turquía         | 2025-     |

## Palmarés

### Títulos nacionales
| Título                     | Club                      | País            | Año     |
| -------------------------- | ------------------------- | --------------- | ------- |
| Copa de Rusia              | F. C. Rostov              | Rusia           | 2013-14 |
| Copa de la República Checa | A. C. Sparta Praga        | República Checa | 2019-20 |
| Superliga de Serbia        | Estrella Roja de Belgrado | Serbia          | 2020-21 |
| Copa de Serbia             | Estrella Roja de Belgrado | Serbia          | 2020-21 |
| Superliga de Serbia        | Estrella Roja de Belgrado | Serbia          | 2021-22 |
| Copa de Serbia             | Estrella Roja de Belgrado | Serbia          | 2021-22 |
| Superliga de Serbia        | Estrella Roja de Belgrado | Serbia          | 2022-23 |
| Copa de Serbia             | Estrella Roja de Belgrado | Serbia          | 2022-23 |
| Superliga de Serbia        | Estrella Roja de Belgrado | Serbia          | 2023-24 |
| Copa de Serbia             | Estrella Roja de Belgrado | Serbia          | 2023-24 |
| Superliga de Serbia        | Estrella Roja de Belgrado | Serbia          | 2024-25 |
| Copa de Serbia             | Estrella Roja de Belgrado | Serbia          | 2024-25 |

## Controversia sobre su edad
En abril de 2021, la Federación Congoleña de Fútbol presentó una demanda contra la Federación Gabonesa de Fútbol, sosteniendo que Kanga había adulterado su identidad: según ellos el jugador se llamaría en realidad Kiaku-Kiaku Kianga, habría nacido en la República del Congo, y tendría cuatro años más de los que siempre afirmó tener (incluso sugirieron que su madre habría fallecido en 1986, cuatro años antes del nacimiento de Kanga).